# Gisela Švábská
Gisela Švábská (11. listopadu 989 /999 dle náhrobní desky/ – 15. února 1043 v Goslaru) byla hraběnka z Braunschweigu, švábská vévodkyně, německá královna a římská císařovna, manželka Konráda II., prvního císaře z rodu Sálců.

## Rodina
Byla dcerou Heřmana II. Švábského a Gebergy Burgundské, dcery burgundského krále Konráda, bratra císařovny Adély. Jejím prvním manželem byl od 1002 hrabě Bruno z Braunschweigu († 1010/1013?), kterému porodila syna Liudolfa, možná ještě další, jménem neznámé děti. Po ovdovění se roku 1014 provdala za švábského vévodu Arnošta I. (něm. Ernest) z rodu Babenberků († 1015 při lovecké nehodě), se kterým měla syny Arnošta a Heřmana.

## Sňatek s Konrádem
Konrád II. byl Giseliným třetím manželem, provdala se za něj roku 1016 (nejpozději počátkem 1017) a porodila mu syna Jindřicha – budoucího císaře Jindřicha III. a dcery Beatrix a Matyldu, které zemřely ve věku 16 a 9 let. Po smrti svého druhého muže vykonávala Gisela poručnickou vládu za svého nezletilého syna Arnošta ve švábském vévodství, poručnictví jí však bylo císařem Jindřichem II. odebráno kvůli sňatku se sálcem Konrádem – legitimita manželství byla totiž z hlediska kanonického práva napadnutelná, neboť jejich společným předkem byl král Jindřich I. Ptáčník a císař Jindřich II. se proti tomuto sňatku stavěl i z politických důvodů. 

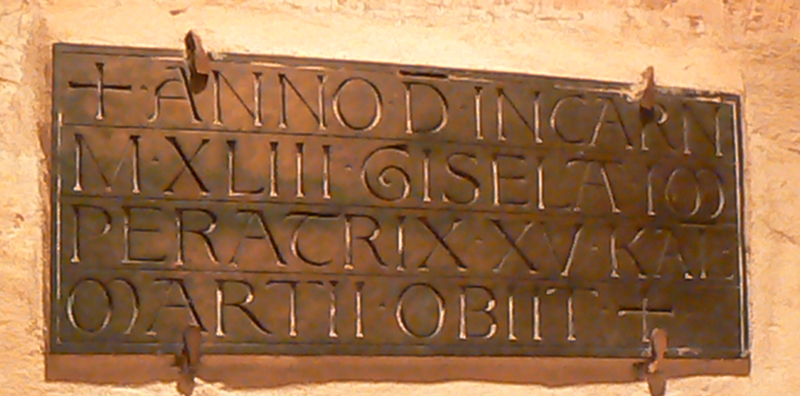
Giselina náhrobní deska (katedrála Špýr)

 Co se týče sňatku Gisely a Konráda, existují domněnky, že ji Konrád před sňatkem unesl, což se sice nedá vyloučit, ale historiky je to nahlíženo jako velmi nepravděpodobné, neboť pro to existuje velice málo důvěryhodných pramenů – např. kronikář Dětmar Merseburský zpravuje o napadnutelnosti legitimity manželství z důvodu příliš blízkého příbuzenství, nicméně o domnělém únosu nevěsty nic neví.

## Politický vliv
Roku 1024 se Gisela po Konrádově boku stala královnou (rozhodovalo se mezi Konrádem a jeho stejnojmenným strýcem, který byl ovšem mladší než on – proto bývá Konrád v pramenech označován jako Konrád starší). Arcibiskup Aribo Mohučský ji sice odmítl korunovat (snad kvůli kanonické překážce jejího manželství s Konrádem), nicméně korunovace byla přesto provedena, a to 21. září 1024 arcibiskupem Pilgrimem Kolínským. Poté, co se stala královnou a o tři roky později (26. března 1027) císařovnou, měla Gisela velký podíl na říšské politice, což dosvědčuje i značný počet jejích intervencí v královských listinách (jako intervenientka se objevuje dokonce v 60 % Konrádových listin, často intervenovala spolu s dalšími osobami).

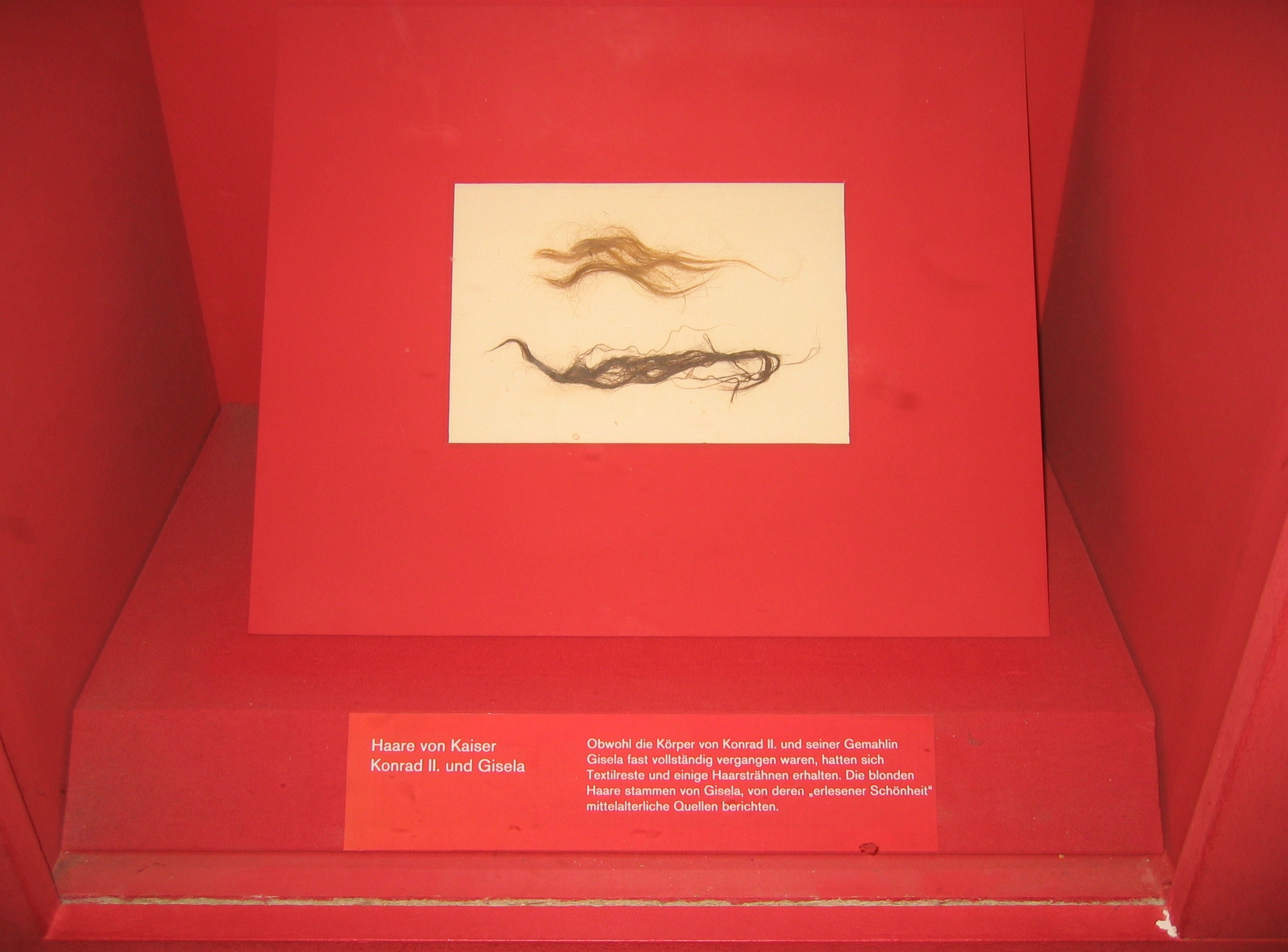
Dochované vlasy Konráda a Gisely

Na základě jejího zprostředkování přenesl její strýc Rudolf III. Burgundský ve smlouvě z Basileje na Konráda II. nástupnictví v Burgundském království, které pak připadlo Říši. Císařovna Gisela také hrála důležitou zprostředkující roli mezi císařem Konrádem, a synem z druhého manželství, švábským vévodou Arnoštem. Skrze její přímluvu byl také v Merseburgu roku 1033 uzavřen mír mezi Konrádem a vévodou Měškem Polským.

## Vdovství a smrt
Po nástupu jejího syna Jindřicha III. na trůn roku 1039 Giselin vliv poklesl, i když zpočátku se jako intervenientka objevuje i v jeho listinách. Zemřela v Goslaru 14. února 1043 na úplavici. Je pohřbena ve Špýru v katedrály Panny Marie a sv. Štěpána. Zajímavostí je, že při otevření hrobu byly odebrány vlasy zemřelé císařovny (údajně zlatavé) a byly podrobeny analýze, dle které se údajně jednalo o ženu před menopauzou – což by odpovídalo roku narození 999.